# Hassan Shehata
Pour les articles homonymes, voir Shehata.
Hassan Shehata (en arabe : حسن شحاتة), né le 19 juin 1949, est un footballeur, actuel entraîneur de football égyptien.

## Biographie

### Joueur en club
Il a porté les couleurs du Zamalek.

### Joueur en sélection

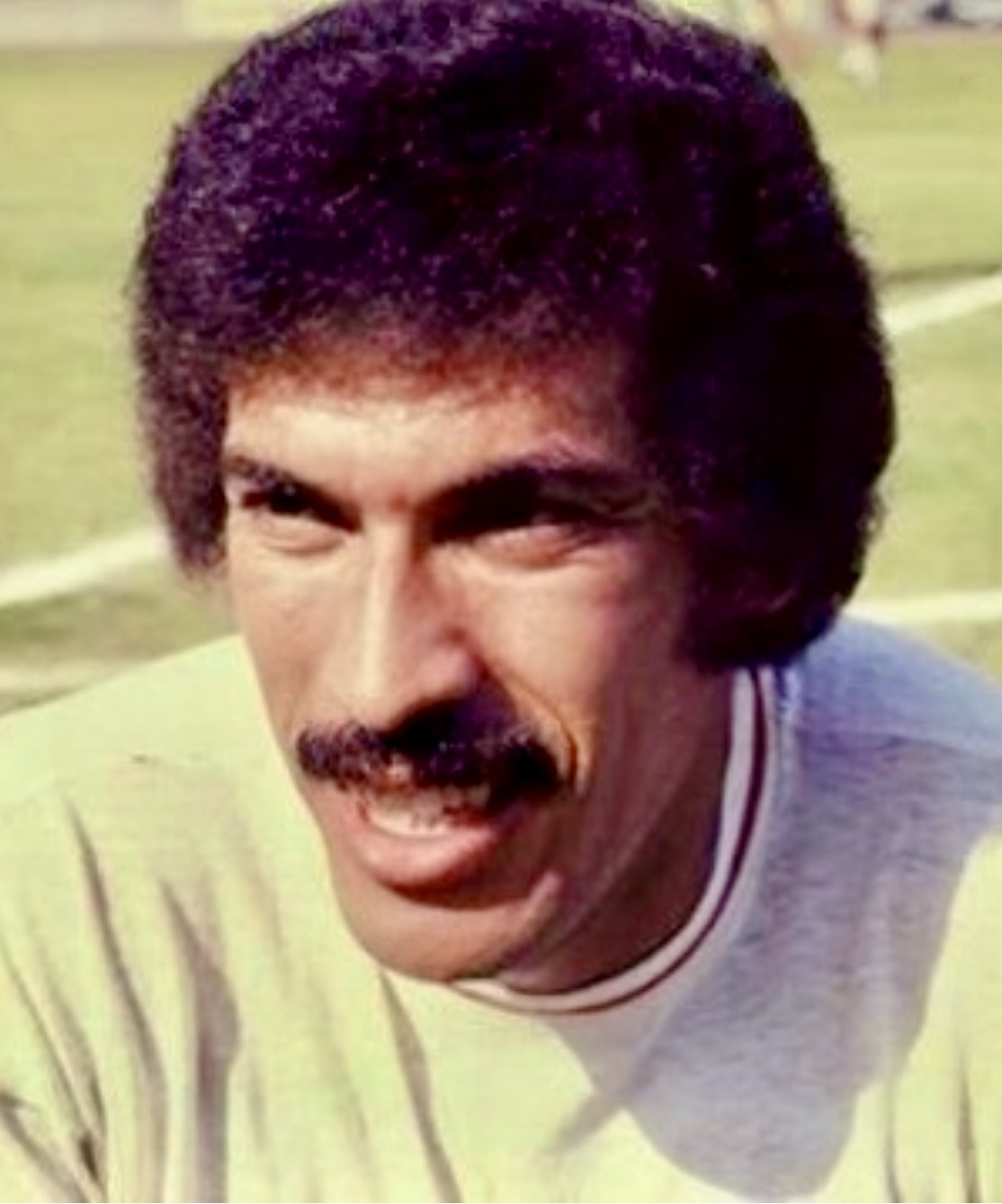
Hassan Shehata en 1977

En tant que joueur, il a disputé trois phases finales de coupes d'Afrique des nations avec l'équipe d'Égypte en 1974, 1976 et 1980.

### Entraîneur

#### Clubs
Devenu entraîneur, il dirigea différents clubs dont Arab Contractors.
Le 10 octobre 2012, il est nommé entraineur d'Al-Arabi Sports Club. Le 6 décembre de la même année, il est démis de ses fonctions.

#### Équipe nationale
Il prend en main les commandes de l'équipe nationale en 2004, en remplacement de l'Italien Marco Tardelli. 
Le succès sera vite au rendez-vous avec une victoire lors de la CAN 2006 organisée par l'Égypte (victoire aux tirs au but face à la Côte d'Ivoire), une autre lors de la CAN 2008 face au Cameroun 1 à 0 puis de nouveau 1 à 0 face au Ghana pour la troisième fois consécutive avec l'Égypte (un record).

#### Prise de position
En février 2010, il eut des propos sur la sélection israélienne qui alors le convoitait au poste de sélectionneur,:

« Je comprends la jalousie des Israéliens face aux succès de l'Égypte, mais je ne me rendrai jamais dans un pays qui commet des meurtres sur des enfants. Je préfèrerais encore mourir avec toute ma famille... Même si Israël était la dernière formation disponible au monde, je prendrais ma retraite plutôt que d'aller entraîner là-bas. C'est d'ailleurs la première fois que j'entends parler d'eux à propos de sport, je ne savais même pas qu'ils avaient une équipe de football. Sur Israël, je sais simplement qu'ils tuent des Arabes et envoient des missiles sur des villages pour les détruire »

— Hassan Shehata, Al Masry Al Youm

## Palmarès

### En tant que joueur
- Égypte
  - Coupe d'Afrique des Nations :
    - Troisième : 1974

  - Jeux africains :
    - Troisième : 1973

### En tant qu’entraîneur
- Égypte
  - Coupe d'Afrique des Nations :
    - Vainqueur (3) : 2006, 2008, 2010.